# Christomir Angelow
Christomir Angelow (* 5. September 1987) ist ein bulgarischer Radrennfahrer.
Christomir Angelow gewann 2005 in der Junioren-Klasse das Einzelzeitfahren bei den Balkan Championships in Kazanlak. In den nächsten beiden Jahren fuhr er für das bulgarische Radsportteam Hemus 1896-Berneschi. 2008 und 2009 war er beim Cycling Club Bourgas unter Vertrag. In seinem ersten Jahr dort gewann er das Einzelzeitfahren bei den Balkan Championships in Bitola und 2009 gewann er die Silbermedaille. Im Jahr 2010 gewann er mit einer Etappe der Rumänien-Rundfahrt den einzigen internationalen Wettbewerb seiner Karriere.

## Erfolge
2010
- eine Etappe Rumänien-Rundfahrt

## Teams
- 2006 Hemus 1896-Berneschi
- 2007 Hemus 1896-Berneschi
- 2008 Cycling Club Bourgas
- 2009 Cycling Club Bourgas